# Chiesa (comunità)

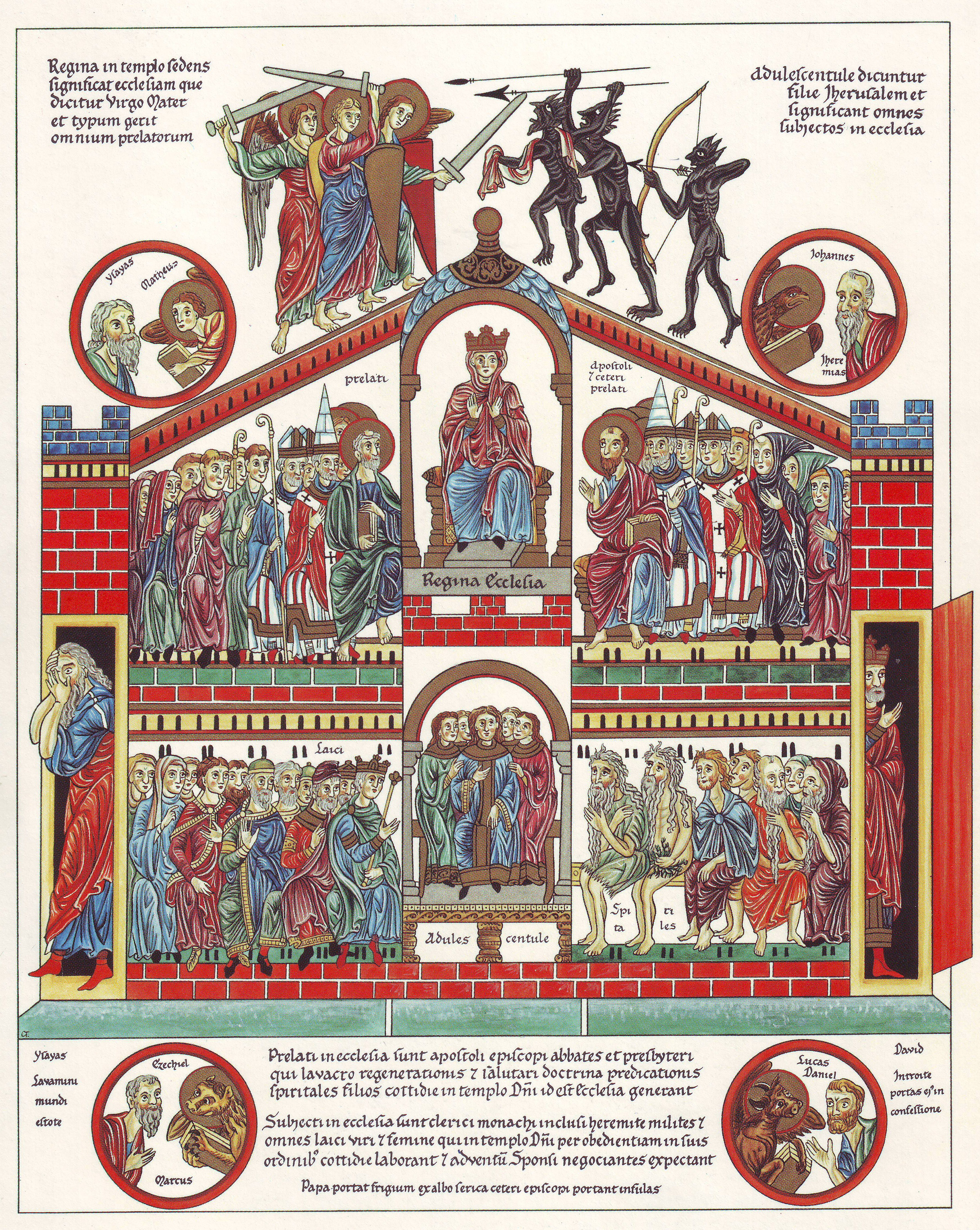
Miniatura medievale dall'Hortus deliciarum di Herrad von Landsberg: è rappresentata la "Regina Chiesa" che presiede il corpo sociale formato da "prelati", "apostoli", "laici", "spirituali" e "fanciulle"

La Chiesa è la comunità dei fedeli che professano la fede in Gesù Cristo. Talvolta, il termine viene usato al plurale, per indicare diverse comunità di fede che appartengono ad un alveo comune: così, ad esempio, per "Chiese cristiane" ci si riferisce (tipicamente in ambito ecumenico) alle diverse forme istituzionali di cristianesimo. In Italia la semplice espressione "la Chiesa" viene utilizzata in genere per indicare la Chiesa cattolico-romana.

## Etimologia
Il termine deriva alla lingua italiana dal latino ecclesĭa, che a sua volta origina dal greco classico ἐκκλησία (ekklēsía). In greco, per ecclesia si intendeva un'assemblea politica, militare o civile, mentre l'aggettivo ἔκκλητος indicava colui che era scelto per giudicare in appello e nell'Oreste di Euripide è usata l'espressione ἔκκλητος ὄχλος (ékklētos òchlos) con il senso di "assemblea particolare". A monte sta il verbo ἐκκαλέω, che significa "io chiamo", "mando a chiamare", "faccio appello a".
L'espressione è ripresa nelle parti più recenti della Septuaginta (la versione in greco della Bibbia) come omologo dei termini ebraici qāhāl e ‛ēdāh, con il senso di "adunanza" del popolo ebraico, adunanza religiosa e politica allo stesso tempo. È dunque nella Septuaginta che il termine ἐκκλησία inizia ad assumere in greco un significato specificamente "cultuale e giuridico". Gli scrittori del Nuovo Testamento non hanno ricavato questo termine dall'uso che se ne faceva in Grecia, ma appunto dalla Septuaginta.
Seguendo l'ordine canonico, la prima menzione del termine ἐκκλησία nella Bibbia in greco sta in Deuteronomio, 4.10, dove curiosamente i Settanta scrivono tei hemérai tés ekklesías ("nel giorno dell'assemblea"), senza un riscontro preciso nel canone masoretico, forse a ciò indotti dall'uso dell'imperativo haqhēl, "raduna" (dalla medesima radice di qāhāl). Altri passi del Deuteronomio che utilizzano l'espressione ἐκκλησία sono 9,10 e 18,16, ma si veda anche il Primo libro dei Re, 8,65. Quando è seguita dal genitivo "del Signore", ἐκκλησίαν κυρίου ("assemblea del Signore"), traduce il termine ebraico קהל יהוה (Deuteronomio, 23,2ss; Michea 2,5). Interessante, però, è che l'originale greco degli Atti chiami ἐκκλησία la riunione dei cittadini di Efeso nel teatro della città: "Intanto, chi gridava una cosa, chi un'altra; infatti l'assemblea era confusa; e i più non sapevano per quale motivo si fossero riuniti", in questo caso in chiave non religiosa, ma puramente civile (19,32).
La Septuaginta usa anche un secondo termine per tradurre il concetto ebraico di "popolo di Dio", συναγωγή (sunagōgē), "adunanza", "assemblea", da cui "sinagoga", quasi mai adoperato nel Nuovo Testamento riferito ai cristiani, perché già indicava la comunità giudaica e il suo luogo di culto.

### Ortografia del nome
Nella lingua italiana è invalso l'uso di distinguere ortograficamente tra
- "chiesa" (con lettera iniziale minuscola), per indicare un edificio di culto cristiano;
- "Chiesa" (con lettera iniziale maiuscola), per indicare la comunità di credenti.

## Uso del termine "chiesa" nel Nuovo Testamento

### Nei Vangeli
Il termine "chiesa" ricorre solo tre volte nei vangeli, precisamente nel Vangelo secondo Matteo. In primo luogo quando Gesù, nei dintorni di Cesarea di Filippo, rivolto all'apostolo Pietro che aveva dichiarato la sua fede in Lui: "Tu sei il Cristo, il Figlio del Dio vivente", dice: "E anch'io ti dico: tu sei Pietro, e su questa pietra edificherò la mia chiesa, e le porte dell'Ades non la potranno vincere" (Mt 16,18).

In secondo luogo in Matteo 18,17 quando Gesù fornisce ai suoi discepoli istruzioni su come debbano essere trattati casi difficili nei rapporti fra i cristiani: "...se rifiuta d'ascoltarli, dillo alla chiesa; e, se rifiuta d'ascoltare anche la chiesa, sia per te come il pagano e il pubblicano".
In questi testi è Gesù stesso, quindi, che definisce la chiesa come la comunità di coloro che confessano la loro fede in Lui come il Messia promesso e il Figlio di Dio. È simile a quella di Tommaso: "Signor mio e Dio mio!" (Giovanni 20,28). Questa fede è dono di Dio: "non la carne e il sangue ti hanno rivelato questo, ma il Padre mio che è nei cieli" (Matteo 16,17). La chiesa, quindi, è una comunità di persone che nasce e vive per sovrana iniziativa di Dio.
Le fondamenta (la pietra fondamentale) che sta alla base della chiesa è la confessione di fede di Pietro e degli altri discepoli ed apostoli. È la chiesa come comunità messianica il "resto messianico" del popolo di Israele. Probabilmente per "chiesa" Gesù qui potrebbe così aver usato originalmente il termine aramaico Kenistà. È una comunità impostata allo stile di vita di Gesù, cioè di grazia e perdono.

### NegliAtti degli Apostoli
Il termine "ekklesia" è usato innanzitutto per indicare la comunità cristiana formatasi a Gerusalemme in seguito alla predicazione degli apostoli (Atti 5,11; 8,1-3). Coloro che, insieme agli apostoli, hanno accolto il fatto che Gesù è il Messia, sono battezzati, ricevono la grazia del perdono dei loro peccati ed il dono dello Spirito Santo.
Inizialmente continuano a frequentare, come ogni buon Giudeo, il Tempio di Gerusalemme, ma si sentono essi stessi l'Israele degli ultimi tempi, la continuazione del popolo di Dio dell'Antico Testamento. Come tale ha già ricevuto il dono dello Spirito del Messia. Un passo del discorso di Stefano (Atti 7,38; cfr. Deuteronomio 9,10) dice, infatti: "...questi è colui che nell'assemblea del deserto fu con l'angelo che gli parlava sul monte Sinai e con i nostri padri, e che ricevette parole di vita da trasmettere a noi" (L'espressione "assemblea del deserto" traduce in italiano ancora l'originale "ekklesia" e si stabilisce così l'identificazione chiesa = vero Israele).
La "chiesa che era a Gerusalemme" (Atti 8,1) aveva uno stile di vita solidale ed esemplare, segno questo che, nonostante la giovinezza di questa comunità, avevano recepito che cosa significasse "lo stile di vita" insegnato da Gesù. "Tutti quelli che credevano stavano insieme e avevano ogni cosa in comune; vendevano le proprietà e i beni, e li distribuivano a tutti, secondo il bisogno di ciascuno" (Atti 2,44.45); "...lodando Dio e godendo il favore di tutto il popolo. Il Signore aggiungeva ogni giorno alla loro comunità quelli che venivano salvati" (Atti 2,47).
La chiesa di Gerusalemme ben presto, però, a causa delle persecuzioni, si disperde, ma questo è pure funzionale, nei piani di Dio, all'espansione della chiesa cristiana. Si noti come Paolo, prima della sua conversione, contribuisca involontariamente alla diffusione del cristianesimo: "E Saulo approvava la sua uccisione. Vi fu in quel tempo una grande persecuzione contro la chiesa che era in Gerusalemme. Tutti furono dispersi per le regioni della Giudea e della Samaria, salvo gli apostoli. [...] Saulo intanto devastava la chiesa, entrando di casa in casa; e, trascinando via uomini e donne, li metteva in prigione" (Atti 8,1.3); "...così la chiesa, per tutta la Giudea, la Galilea e la Samaria, aveva pace, ed era edificata; e, camminando nel timore del Signore e nella consolazione dello Spirito Santo, cresceva costantemente di numero" (Atti 9,31).
Si comincia così a parlare delle chiese (plurale) sparse per ogni dove: "Le chiese dunque si fortificavano nella fede e crescevano ogni giorno di numero" (Atti 16,5). Ciascuna di queste chiese non è una "dipendenza" di quella di Gerusalemme, ma è chiesa in tutta la sua pienezza ed attribuzioni. Ciascuna comunità cristiana locale si dota di propri responsabili ed è in collegamento con gli Apostoli. "...la notizia giunse alle orecchie della chiesa che era in Gerusalemme, la quale mandò Barnaba fino ad Antiochia. [...] Essi parteciparono per un anno intero alle riunioni della chiesa, e istruirono un gran numero di persone; ad Antiochia, per la prima volta, i discepoli furono chiamati cristiani" (Atti 11,22.26). "Dopo aver designato per loro degli anziani in ciascuna chiesa, e aver pregato e digiunato, li raccomandarono al Signore, nel quale avevano [...] Giunti là e riunita la chiesa, riferirono tutte le cose che Dio aveva compiute per mezzo di loro, e come aveva aperto la porta della fede agli stranieri" (Atti 14,23-27); "Essi dunque, accompagnati per un tratto dalla chiesa, attraversarono la Fenicia e la Samaria, raccontando la conversione degli stranieri e suscitando grande gioia in tutti i fratelli. [...] Poi, giunti a Gerusalemme, furono accolti dalla chiesa, dagli apostoli e dagli anziani e riferirono le grandi cose che Dio aveva fatte per mezzo di loro. [...] Allora parve bene agli apostoli e agli anziani con tutta la chiesa, di scegliere tra di loro alcuni uomini da mandare ad Antiochia con Paolo e Barnaba: Giuda, detto Barsabba, e Sila, uomini autorevoli tra i fratelli. [...] E percorse la Siria e la Cilicia, rafforzando le chiese" (Atti 15,3.4.22.41).
Particolarmente significativo è il discorso d'addio dell'apostolo Paolo ai responsabili della chiesa di Efeso, dove egli ricorda di prendersi diligente cura delle comunità loro affidate. "Da Mileto mandò a Efeso a chiamare gli anziani della chiesa. [...] Badate a voi stessi e a tutto il gregge, in mezzo al quale lo Spirito Santo vi ha costituiti vescovi, per pascere la chiesa di Dio, che egli ha acquistata con il proprio sangue" (Atti 20,17.28). La chiesa si differenzia da ogni altra istituzione o raggruppamento umano perché "è di Dio": nasce, è nutrita e si sviluppa su iniziativa di Dio.
Nella prima chiesa apostolica, i credenti, in virtù della medesima Fede dello stesso battesimo, hanno uguale dignità: Ciò però non significa che abbiano ruoli e compiti uguali nella chiesa. Si distinguevano i cosiddetti carismatici, in particolare i profeti, dai titolari di un ministero. I ministri sono presbiteri (At 11,30;15,2.6.23;16,4) che costituiscono una specie di Senato avente il compito di governare la comunità in qualità di consiglieri degli Apostoli; essi sono nominati dai dodici mediante l'imposizione delle mani (At 14,23); alcuni di loro sono costituiti dallo Spirito Santo come vescovi (At 20,28); hanno potestà decisionale in tema di dottrina  e di governo (At 15,1) e e devono vegliare contro gli eretici che si infiltrano nella comunità cristiana (At 20,29).

### Nelle epistole paoline
Nelle lettere di Paolo di Tarso il significato del termine "chiesa" o "chiese", si sovrappone e confonde (forse intenzionalmente) per indicare la Chiesa nel suo insieme, o "tutte le chiese di Cristo", o "la chiesa che è a...", "la chiesa di...", "la chiesa che si riunisce a... (città), o "la chiesa che si riunisce in..." (una particolare casa). L'apostolo Paolo scrive le sue lettere a diversi raggruppamenti locali di cristiani. Essi sono tutti "chiesa" anche quelli più piccoli, non importa il numero delle persone che li compongono: "Salutate anche la chiesa che si riunisce in casa loro. Salutate il mio caro Epeneto, che è la primizia dell'Asia per Cristo" (Romani 16,5); (cfr. "Poiché dove due o tre sono riuniti nel mio nome, lì sono io in mezzo a loro" Matteo 18,20). In ogni caso, nelle lettere di Paolo, "problemi locali" di una chiesa particolare, sono pure problemi della Chiesa nel suo insieme, o di "tutte le chiese di Cristo": "Vi raccomando Febe, nostra sorella, che è diaconessa della chiesa di Cencrea, [...] i quali hanno rischiato la vita per me; a loro non io soltanto sono grato, ma anche tutte le chiese delle nazioni. [...] Salutatevi gli uni gli altri con un santo bacio. Tutte le chiese di Cristo vi salutano" (Romani 16,1.4.16).
Il Capo supremo della Chiesa è Gesù Cristo: "Ogni cosa egli ha posta sotto i suoi piedi e lo ha dato per capo supremo alla chiesa" (Efesini 1,22); "affinché i principati e le potenze nei luoghi celesti conoscano oggi, per mezzo della chiesa, la infinitamente varia sapienza di Dio [...] a lui sia la gloria nella chiesa, e in Cristo Gesù, per tutte le età, nei secoli dei secoli. Amen." (Efesini 3,10.21); "Ora come la chiesa è sottomessa a Cristo, così anche le mogli devono essere sottomesse ai loro mariti in ogni cosa. [...] per farla comparire davanti a sé, gloriosa, senza macchia, senza ruga o altri simili difetti, ma santa e irreprensibile" (Efesini 5,24.27). Gli apostoli sono il punto di riferimento ultimo come depositari della rivelazione e testimoni della risurrezione.
Tutti i cristiani sono considerati "santi" o "santificati", cioè persone "messe a parte" da Dio per uno scopo particolare: "alla chiesa di Dio che è in Corinto, ai santificati in Cristo Gesù, chiamati santi, con tutti quelli che in ogni luogo invocano il nome del Signore nostro Gesù Cristo, Signore loro e nostro:" (1 Corinzi 1,2). Questo implica, evidentemente, che la testimonianza morale che danno debba essere il più possibile irreprensibile: "Non date motivo di scandalo né ai Giudei, né ai Greci, né alla chiesa di Dio" (1 Corinzi 10,32); "Se poi a qualcuno piace essere litigioso, noi non abbiamo tale abitudine; e neppure le chiese di Dio. [...] Poiché, prima di tutto, sento che quando vi riunite in assemblea ci sono divisioni tra voi, e in parte lo credo [...] O disprezzate voi la chiesa di Dio e umiliate quelli che non hanno nulla? Che vi dirò? Devo lodarvi? In questo non vi lodo" (1 Corinzi 11,16.18.22).
La dottrina cristiana viene insegnata in modo conforme ed omogeneo in ogni chiesa: "Appunto per questo vi ho mandato Timoteo, che è mio caro e fedele figlio nel Signore; egli vi ricorderà come io mi comporto in Cristo Gesù, e come insegno dappertutto, in ogni chiesa" (1 Corinzi 4,17).
Le chiese locali possono essere realtà multi-etniche con persone che appartengono a diverse classi sociali e condizione (anche se prevalgono le classi inferiori). Non sono prive per questo di problemi, ma la varietà dei loro membri "deve essere così" ed è testimonianza della riconciliazione prodotta da Cristo: "...fratelli, guardate la vostra vocazione; non ci sono tra di voi molti sapienti secondo la carne, né molti potenti, né molti nobili" (1,26); "Quando dunque avete da giudicare su cose di questa vita, costituite come giudici persone che nella chiesa non sono tenute in alcuna considerazione" (1 Corinzi 6,4). I membri della chiesa sono pure legati da responsabilità di mutuo soccorso: "Se qualche credente ha con sé delle vedove, le soccorra. Non ne sia gravata la chiesa, perché possa soccorrere quelle che sono veramente vedove" (1Tim 3,5.16).
Dio accorda, ai diversi membri della/delle chiese dei doni/delle capacità per servire al loro progresso: "E Dio ha posto nella chiesa in primo luogo degli apostoli, in secondo luogo dei profeti, in terzo luogo dei dottori, poi miracoli, poi doni di guarigioni, assistenze, doni di governo, diversità di lingue" (1 Corinzi 12,28). Nelle lettere pastorali troviamo quali debbono essere funzioni e caratteristiche dei vari ministeri nelle chiese: "(perché se uno non sa governare la propria famiglia, come potrà aver cura della chiesa di Dio?), [...] affinché tu sappia, nel caso che dovessi tardare, come bisogna comportarsi nella casa di Dio, che è la chiesa del Dio vivente, colonna e sostegno della verità" (1Tim 3,5-15).
Le chiese si riuniscono in modo ordinato e costruttivo: "Chi parla in altra lingua edifica sé stesso; ma chi profetizza edifica la chiesa. [...] Quando dunque tutta la chiesa si riunisce, se tutti parlano in altre lingue ed entrano degli estranei o dei non credenti, non diranno che siete pazzi? [...] perché Dio non è un Dio di confusione, ma di pace. [...] Come si fa in tutte le chiese dei santi, le donne tacciano nelle assemblee, perché non è loro permesso di parlare; stiano sottomesse, come dice anche la legge. [...] Se vogliono imparare qualcosa, interroghino i loro mariti a casa; perché è vergognoso per una donna parlare in assemblea" (1 Corinzi 14,4.23.33.34.35).
Le chiese sono legate fra di loro anche dalla reciproca solidarietà: "Quanto poi alla colletta per i santi, come ho ordinato alle chiese di Galazia, così fate anche voi. [...] Le chiese dell'Asia vi salutano. Aquila e Prisca, con la chiesa che è in casa loro, vi salutano molto nel Signore" (2 Corinzi 16,1.19); "Ora, fratelli, vogliamo farvi conoscere la grazia che Dio ha concessa alle chiese di Macedonia [...] Insieme a lui abbiamo mandato il fratello il cui servizio nel vangelo è apprezzato in tutte le chiese" (2 Corinzi 8,1.18); "Ho spogliato altre chiese, prendendo da loro un sussidio, per poter servire voi. [...] Oltre a tutto il resto, sono assillato ogni giorno dalle preoccupazioni che mi vengono da tutte le chiese" (2 Corinzi 11,8.28); "In che cosa siete stati trattati meno bene delle altre chiese, se non nel fatto che io stesso non vi sono stato di peso? Perdonatemi questo torto." (2 Corinzi 12,13).

### In altri scritti del Nuovo Testamento
Gli altri scritti del Nuovo Testamento non aggiungono nulla di nuovo a quanto finora rilevato. La Lettera agli Ebrei usa il termine "ekklesia" per riferirsi all'antico popolo di Dio e le nostre versioni lo traducono "assemblea": "...all'assemblea dei primogeniti che sono scritti nei cieli, a Dio, il giudice di tutti, agli spiriti dei giusti resi perfetti" (Ebrei 12,23; cfr. 2,12).
Giacomo menziona i responsabili della chiesa locale come le persone da chiamare al capezzale di un cristiano malato affinché preghino per lui: "C'è qualcuno che è malato? Chiami gli anziani della chiesa ed essi preghino per lui, ungendolo d'olio nel nome del Signore" (Giacomo 5,14).
La terza lettera di Giovanni parla della raccomandazione che hanno fatto pervenire all'Apostolo in favore di Gaio: "Questi hanno reso testimonianza del tuo amore, davanti alla chiesa; e farai bene a provvedere al loro viaggio in modo degno di Dio" (3 Giovanni 6).
Il libro dell'Apocalisse è una testimonianza che Gesù stesso, tramite Giovanni, invia alle chiese: "Io, Gesù, ho mandato il mio angelo per attestarvi queste cose in seno alle chiese. Io sono la radice e la discendenza di Davide, la lucente stella del mattino" (Apocalisse 22,16). Inoltre, l'Apocalisse riporta i messaggi particolari che il Cristo risorto desidera che siano recapitati a sette chiese diverse (rappresentative di situazioni diverse che possono riproporsi), in Apocalisse 2,1.8.12.18; 3,1.7.14: "Giovanni, alle sette chiese che sono in Asia: grazia a voi e pace da colui che è, che era e che viene, dai sette spiriti che sono davanti al suo trono [...] il mistero delle sette stelle che hai viste nella mia destra, e dei sette candelabri d'oro. Le sette stelle sono gli angeli delle sette chiese, e i sette candelabri sono le sette chiese" (Apocalisse 1,4.20; cfr. 2,7; 23).

### Espressioni parallele
Per descrivere la chiesa, la Bibbia utilizza un'ampia gamma di metafore. Esse includono:
- Famiglia di Dio Padre (Efesini 3,14-15[63]; 2 Corinzi 6,18[64]).
- Fratelli e sorelle nella famiglia di Dio (Matteo 12,49-50[65]).
- La Sposa di Cristo (Efesini 5,31-32[66]).
- Tralci della vite (Giovanni 15,5[67]).
- Un albero d'olivo (Romani 11,17-24[68]).
- Un campo coltivato (1 Corinzi 3,6-9[69]).
- Un edificio (1 Corinzi 3,9[70]).
- Un raccolto (Matteo 13,1-30[71]; Giovanni 4,35[72]).
- Un nuovo tempio e un nuovo sacerdozio (1 Pietro 2,4-8[73])
- La casa di Dio (Ebrei 3,3-6[74]).
- Colonna e fondamento della verità (1Tim 3,15[75])
- Corpo di Cristo (1 Corinzi 12,12-27[76]).

## Teologia
Nel corso dei secoli, in seguito a diverse interpretazioni teologiche e anche a problematiche storiche, si sono ramificate numerose chiese con diverse teologie. Quasi tutte le chiese cristiane, comunque, al di là delle divisioni, nel Simbolo niceno-costantinopolitano definiscono la Chiesa una (oltre a santa, cattolica, nel senso di "universale", e apostolica), in quanto uno è il capo pur nella diversità delle membra. Tale concetto di unità viene interpretato in maniera diversa nelle varie chiese. Il movimento che punta a ricreare una piena unità della chiesa cristiana si chiama "ecumenismo". La branca della teologia che studia natura e scopi della Chiesa viene detta "ecclesiologia".

### Cattolicesimo

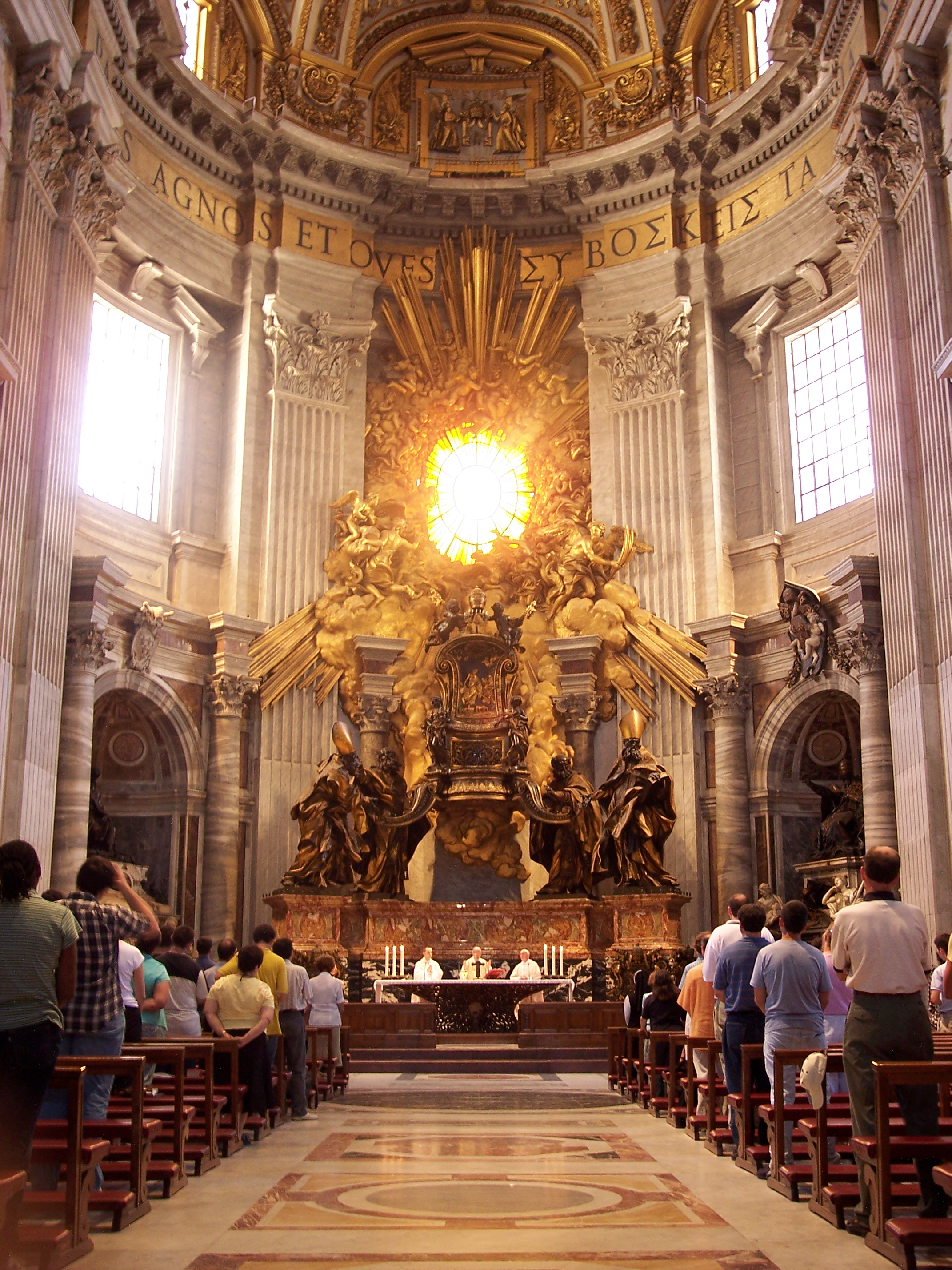
La Cathedra Petri vista dal presbiterio della Basilica Vaticana

Questa Chiesa intende sé stessa come Corpo Mistico di Cristo di cui lo stesso Gesù è il capo. Secondo la definizione del Catechismo del concilio di Trento, «essa è divisa in due parti: la chiesa trionfante, cioè coloro che godono la beatitudine eterna, e la chiesa militante, cioè l'insieme di tutti i fedeli che ancora vivono sulla terra... Nella Chiesa militante vi sono due specie di uomini: i buoni e i cattivi. I cattivi partecipano dei medesimi sacramenti e professano la stessa fede dei buoni, ma ne differiscono per la vita e i costumi. Buoni sono quelli i quali sono congiunti e stretti tra loro non solo dalla professione della fede e dalla comunione dei sacramenti, ma anche dal soffio della grazia e dal vincolo della carità».
Nell'ecclesiologia del Concilio Vaticano II, riprendendo delle definizioni più antiche, si afferma che ciascun cristiano col battesimo partecipa con Cristo alla sua missione sacerdotale (consacrazione), profetica (annuncio della parola) e regale (servizio al fratello). A ciò va aggiunto il cosiddetto "sacerdozio ministeriale", cioè l'ordine sacro, in particolare quello dei vescovi, chiamati vicari di Cristo, in quanto governano la chiesa in suo nome.
In particolare il vescovo di Roma, cioè il papa, svolge uno speciale "primato". Il Concilio Vaticano I ha enfatizzato la centralità del primato di Pietro, posta a fondamento del primato papale. Esso è espresso da Mt`16,18 Mt`16,18 e dal successivo potere della Chiesa di legare e sciogliere.
Attualmente la Chiesa cattolica riconosce come Chiese quelle che possono contare sulla cosiddetta successione apostolica (termine coniato da Sant'Ireneo di Lione). In questa categoria, oltre alla Chiesa cattolica, rientrano anche le Chiese ortodosse, mentre le comunità sorte della riforma sono generalmente chiamate comunità ecclesiali. Infatti nel primo millennio la Chiesa cristiana era composta dai Patriarcati di Roma, Costantinopoli, Alessandria, Antiochia e Gerusalemme. In virtù di differenziazioni storiche, politiche e culturali tra il papa e il patriarca di Costantinopoli (primus inter pares della Chiesa orientale) cominciarono una serie di incomprensioni e scontri, sia per motivi di supremazia sia per ragioni teologiche e liturgiche. Si giunse così, decretato da scomuniche reciproche nel 1054, allo scisma tra la Chiesa Cattolica e la Chiesa Ortodossa (cui, anche se i singoli patriarcati sono autocefali, aderiscono la maggior parte dei Cristiani mediorientali e dell'Europa sud-orientale, compresa la Russia).

### Protestantesimo

Dettaglio della Bibbia di Lutero

Esistono varie definizioni di Chiesa all'interno del protestantesimo, a seconda delle diverse correnti che compongono questo variegato mondo e delle diverse epoche.
Una definizione classica è quella contenuta nella confessione augustana, redatta dal teologo luterano Filippo Melantone nel 1530:
«La Chiesa è la congregazione dei Santi, in cui il Vangelo è rettamente insegnato e i sacramenti correttamente amministrati.»
«Sebbene la Chiesa sia l'insieme dei Santi e dei veri credenti, poiché in questa vita vi sono strettamente mescolati ipocriti e peccatori, resta comunque valevole il sacramento amministrato da tali persone [...] Sia i sacramenti, sia la Parola hanno effetto a motivo della loro istituzione da parte di Cristo a prescindere dal loro venire amministrati da uomini indegni.» (Artt. 7 e 8 della Confessione augustana)
Lutero, nel trattato del 1539 "i concili e la chiesa", indica che la Chiesa è riconoscibile dalle seguenti caratteristiche:
1. possiede la Parola di Dio, in diversi gradi di purezza
2. vi è amministrato il battesimo
3. dal "santo sacramento dell'altare" (eucaristia), a prescindere dalla santità di chi lo amministra
4. dal potere delle chiavi, nell'uso pubblico e privato, cioè la scomunica e l'assoluzione individuale
5. dal fatto che consacra o chiama i ministri
6. dalla preghiera, cioè la pubblica lode e azione di grazie. si cantano salmi, si impara il catechismo, il credo, il decalogo
7. dalla santa croce

## Storia
La Chiesa ha origine nel I secolo. Inizialmente è considerata una setta ebraica. Con la predicazione di Paolo di Tarso si formano anche comunità di "gentili", cioè di persone di origine non ebraica, prevalentemente di cultura greca. Nel II secolo le Chiese giudeo-cristiane (quelle vicine all'ebraismo) vengono progressivamente estromesse dall'ebraismo che sta riorganizzando le proprie strutture e basi religiose dopo la crisi della distruzione del Tempio del 70, mentre le Chiese dei gentili continuano a espandersi. In questa fase sussistono ancora varie e sostanziali differenze tra le numerose correnti teologiche esistenti e nessuna riesce veramente ad imporsi sulle altre. Si sviluppa quindi la patristica, cioè la formazione di un corpus di commenti alle Scritture, dispute con le correnti teologiche avversarie e apologie nei confronti del paganesimo e del giudaismo, dovuto a scrittori, spesso ecclesiastici, che sono costretti a ripensare le dottrine del cristianesimo nell'ambito della cultura dell'epoca. In quest'epoca molte Chiese cominciano a sentire l'esigenza di dotarsi di un proprio canone di scritture specifico da accostare a quello ebraico, che fino ad allora era stato considerato l'unico necessario, nella forma precedente alla distruzione del Tempio.
Questo stato di pluralità conflittuale persisterà fino al IV secolo, quando l'imperatore romano Costantino I capirà quanto fosse controproducente per il suo impero una comunità cristiana ostile e divisa, per cui cercherà di unificarla ed integrarla nella società dei suoi sudditi. A questo fine cambierà lo status giuridico del cristianesimo da religione illecita a religione tollerata e farà convocare il primo concilio della Storia, nel cui contesto obbligherà le parti in causa, in particolare i sostenitori dell'Arianesimo, a ricomporre i dissidi, sotto minaccia di esilio e pena di morte. Il successore di Costantino, Teodosio I, renderà il cristianesimo addirittura religione di Stato.
Comincia progressivamente a differenziarsi anche la mentalità delle Chiese latine rispetto a quelle greche, e continuano comunque a sorgere o riemergere scuole di pensiero alternative alla teologia fondata sul Credo niceno, che ormai aveva preso il sopravvento grazie all'appoggio imperiale. Quindi vengono indetti vari altri concili ecumenici in cui si assiste alla formazione di un linguaggio teologico cristiano specifico, mutuato dalla filosofia greca, e ad una definizione rigorosa della teologia della Chiesa nicena, protetta dall'imperatore e quindi in posizione dominante, in opposizione alle altre comunità cristiane le cui teologie venivano condannate come eretiche e i cui testi sacri venivano rifiutati come apocrifi. Tali conflitti non saranno sempre ricomposti nel contesto dei concili, o perlomeno la ricomposizione non sarà sempre rapida, per cui contribuiranno a dare luogo a scismi nel corso del tempo.
Tra gli scismi mai più ricomposti, quello innescato dalle dispute teologiche correlate al Concilio di Calcedonia fu uno dei primi ad avere luogo e causò la separazione delle Chiese ortodosse orientali, le quali sopravvivono tuttora principalmente in Armenia, Medio Oriente, Egitto, Eritrea ed Etiopia.
Circa sei secoli dopo si avrà il Grande Scisma che causerà la costituzione di due grandi Chiese separate, le quali rappresentano tuttora le due maggiori comunità cristiane del mondo e che si spartirono i territori d'influenza tra quelli dell'ex impero romano unificato, per cui la Chiesa ortodossa bizantina si impose nei territori dell'allora Impero Bizantino, mentre nei territori europei ad occidente di quest'ultimo si impose la Chiesa cattolica romana. In questo caso le motivazioni a carattere teologico furono strumentalizzate nel contesto di lotte di potere sia da Carlo Magno, che mirava a provocare la controparte bizantina ed avere così un pretesto per affermare la propria candidatura al titolo di imperatore del sacro romano impero, sia dai vertici dei patriarcati ecclesiali costituenti la Pentarchia, che erano autonomi sul piano giurisdizionale ma che vedevano questa autonomia minacciata dalle rivendicazioni da parte del Papa finalizzate ad acquisire un primato non solo d'onore ma anche di potere decisionale.
Dopo altri cinque secoli circa, si avrà un altro importante scisma provocato dalla Riforma protestante, innescata innanzitutto da Martin Lutero e poi supportata anche da Calvino, Melantone da altri pensatori, i quali cercavano di introdurre le proprie visioni teologiche all'interno della Chiesa cattolica, facendo leva sulla richiesta di porre fine allo scandalo delle indulgenze. Essi furono appoggiati da molti principi che erano feudatari diretti di Carlo V e che cercavano di rendersi indipendenti da quest'ultimo cavalcando lo scontro religioso ed alleandosi tra loro per combatterlo. Nella stessa epoca si ebbe lo Scisma anglicano, che fu provocato inizialmente da motivi puramente politici ma che contribuì all'introduzione di molti elementi di teologia protestante all'interno delle comunità ecclesiali britanniche. Come conseguenza, le popolazioni dell'Europa occidentale residenti a Nord delle Alpi, con l'eccezione di Austria, Baviera, Svevia, Renania, Francia e Vallonia, si staccarono dalla Chiesa cattolica per abbracciare nuove Chiese sorte tuttora esistenti nell'ambito del Protestantesimo.
Nel XIX secolo si costituirono negli USA altre due comunità cristiane rilevanti in termini numerici, quella dei Mormoni e quella dei Testimoni di Geova.

## Sociologia
Caratteristica della Chiesa è la tendenza ad adattarsi e a creare compromessi con la società esistente, con i suoi valori e istituzioni. È una comunità di credenti stabilizzata, a cui si appartiene per nascita, caratterizzata da un corpo di professionisti - il clero - ordinato in una gerarchia ecclesiastica che si dedica al mantenimento delle finalità dell'organizzazione religiosa. Un esempio di Chiesa che ha mostrato grande capacità di permanenza nel tempo e di flessibilità organizzativa, anche nei rapporti con il potere politico, è la Chiesa cattolica.